# Gorgonia coarctata
Gorgonia coarctata is een zachte koraalsoort uit de familie Gorgoniidae. De koraalsoort komt uit het geslacht Gorgonia. Gorgonia coarctata werd in 1855 voor het eerst wetenschappelijk beschreven door Valenciennes. 